# Temnejako
Temnejako (Psittacus timneh) är en fågel i familjen västpapegojor inom ordningen papegojfåglar.

## Utseende och läte
Temnejako är en medelstor gråfläckig papegoja. Den har en stor näbb med ett ljusare område på en del av övre näbbhalvan och en vit ögonmask runt ett gult öga. Stjärten är mörkt rödbrun. Närbesläktade gråjakon är större och ljusare grå med illröd stjärt och helmörk näbb.

## Utbredning och systematik
Temnejako återfinns i Västafrika, från södra Guinea till Sierra Leone, Liberia, Mali och västra Elfenbenskusten. Den behandlas antingen som monotypisk, det vill säga att den inte delas in i några underarter, eller anses bestå av två underarter, beroende på om populationen på ön Príncipe i Guineabukten inkluderas i temnejakon eller förs till gråjakon (P. erithacus). Hela arten temnejako har också behandlats som en del av gråjakon, men urskiljs vanligen som egen art.

## Status
IUCN kategoriserar arten som starkt hotad.